# Studio Lings
Studio Lings (jap. 株式会社スタジオリングス Kabushiki-gaisha Sutajio Ringusu) – japońskie studio animacji z siedzibą w Nishitōkyō, założone w 2014 roku.

## Produkcje

### Seriale telewizyjne
- Tachibanakan To Lie Angle (2018; we współpracy z Creators in Pack)[2]
- Yuri to moja praca! (2023; we współpracy z Passione)[3]
- Watashi o tabetai, hito de nashi (2025)[4]

### Filmy
- Ōmuro-ke: Dear Sisters (2024; we współpracy z Passione)[5]
- Ōmuro-ke: Dear Friends (2024; we współpracy z Passione)[6]